# Liste traditioneller Regionen der Slowakei
Diese Liste bietet einen Überblick über die Regionen und Komitate der heutigen Slowakei während der ungarischen Herrschaft über dieses Land. Die meisten dieser Bezeichnungen werden auch heute noch verwendet. 
Folgende Regionen gab/gibt es (slowakische Bezeichnung, wenn abweichend, in Klammern): 
- Abaujwar/Abau (Abov)
- Gemer/Gömör (Gemer)
- Kischütz (Kysuce, deutscher Name ist äußerst selten)
- Liptau (Liptov)
- Hont
- Neograd/Neuburg (Novohrad)
- Arwa (Orava)
- Scharosch (Šariš)
- Zips (Spiš)
- Barsch (Tekov)
- Tornau (Turňa)
- Turz (Turiec)
- Semplin (Zemplín)
- Sohl (Zvolen)

Die Bezeichnungen der übrigen historischen Gespanschaften (auch Komitate genannt), die nicht auch Regionen waren, sind:
- Komitat Pressburg (Komitatssitz Pressburg/Bratislava)
- Komitat Neutra (Komitatssitz Neutra/Nitra)
- Komitat Trentschin (Komitatssitz Trentschin/Trenčín)
- Komitat Komorn (Komitatssitz Komorn/Komárno, südlicher Teil im heutigen Ungarn)
- Komitat Gran (Komitatssitz Gran/Esztergom/Ostrihom, südlicher Teil im heutigen Ungarn)
- Komitat Ung (Komitatssitz Ungvár/Užhorod, heutzutage zum größten Teil zur Ukraine gehörend).

Eine weitere Region, deren Bezeichnung erst in jüngerer Zeit geprägt wurde und die kein Komitat war, ist das Hauerland.